# 帕斯卡尔·图龙
帕斯卡尔·图龙（法語：Pascal Touron，1973年5月22日—），法国男子赛艇运动员。他曾代表法国参加2000年和2004年夏季奥林匹克运动会赛艇比赛，共获得一枚银牌和一枚铜牌。